# Bitwa morska pod Olandią (1676)
Bitwa morska pod Olandią – starcie zbrojne, które miało miejsce 1 czerwca 1676 podczas wojny szwedzko-duńskiej (1675–1679) będącej częścią wielkiej europejskiej wojny Francji z koalicją.
Zwycięstwo połączonej floty duńsko-holenderskiej (25 liniowców i 10 fregat oraz mniejsze jednostki, 5 branderów, 1652 działa) pod wodzą admirała Trompa nad szwedzką flotą (26 liniowców i 12 fregat oraz mniejsze jednostki, 7 branderów, 1678 dział) dowodzoną przez barona Lorentza Creutza, fińskiego szlachcica. Szwedzka flota uciekła po bitwie. Klęska Szwedów była całkowita.
Potężny admiralski okręt Kronan uzbrojony aż w 126 dział wywrócił się i eksplodował (zginęło 800 ludzi załogi, a wraz z nimi wódz floty szwedzkiej Lorenz Creutz), drugi w kolejności wielki okręt Svärdet (94 działa) został ogarnięty przez pożar i także eksplodował, 2 okręty osiadły na mieliźnie (Trumslagaren – 34 działa oraz Solen – 54 działa), 4 okręty zostały ciężko uszkodzone. Bitwa pod Olandią usunęła w niebyt szwedzkie plany uderzenia na Kopenhagę.